# Gare d'Ōdate
La gare d'Ōdate (大館駅, Ōdate-eki) est une gare ferroviaire de la ville d'Ōdate, dans la préfecture d'Akita au Japon. Elle est exploitée par la compagnie JR East.

## Situation ferroviaire
La gare est située au point kilométrique (PK) 402,9 de la ligne principale Ōu. Elle marque la fin de la ligne Hanawa.

## Histoire
La gare est inaugurée le 15 novembre 1899.

## Service des voyageurs

### Accueil
La gare dispose d'un bâtiment voyageurs, avec guichets, ouvert tous les jours.

### Desserte
- Ligne principale Ōu :
  - voie 1 : direction Akita
  - voie 2 : direction Hirosaki et Aomori
- Ligne Hanawa :
  - voie 3 : direction  Kazuno-Hanawa et Morioka

## Autour de la gare
La gare possède deux statues du chien Hachikō, originaire de la ville. L'une se trouve sur le parvis de la gare et elle est très similaire à celle de la gare de Shibuya. L'autre est située à l'intérieur de la gare, dans un petit sanctuaire dédié au célèbre chien.